# Electronic Privacy Information Center
Electronic Privacy Information Center ou EPIC é uma organização de interesse público com sede em Washington, D.C. Fundada em 1994 com foco na proteção de liberdade civil dentre elas a privacidade, que é a primeira emenda da constituição dos Estados Unidos da América. Atualmente ela trabalha em diversas atividades dentre elas pesquisa sobre privacidade, educação pública, conferências, publicações e questões legais.
EPIC mantém dois dos mais populares sites relacionados a privacidade: epic.org  e privacy.org  sendo é responsável pela sua página de alertas  atualizando a cada duas semanas informações sobre questões de liberdade de privacidade.
Ele também coordena uma Coalizão Pública (Public Voice coalition)  e a Coalizão para Privacidade (Privacy Coalition) . EPIC também criou um comitê Norte Americano para garantir a integridade do voto .

## Histórico
Fundado em 1994 por David Banisar, Marc Rotenberg e David Sobel, como sendo patrocinado pelo governo dos Estados Unidos da América e por profissionais da informática que trabalham com Responsabilidade Social. No começo seus trabalhoes eram focados em vigilância governamental e questões de criptografia como o Clipper Chip e o Communications Assistance for Law Enforcement Act também conhecido como CALEA. Em novembro de 2000, após se tornar uma Organização não Governamental ouve um crescimento muito grande nas questões de privacidade doméstica como roubo de identidade, segurança em gravações telefônicas, privacidade de dados médicos e comerciais data mining. Ele também trabalhou pelo aumento da transparência governamental com o Freedom of Information Act(Ato para liberdade de informações) para tornar público os documentos do governo.

## Estrutura da organização
EPIC é registrada como uma organização pública de caridade e recebe a maior parte de suas doações de contribuições individuais e organizações. Também recebe contribuições com a venda de publicações.